# Epinephelus retouti
 Epinephelus retouti és una espècie de peix de la família dels serrànids i de l'ordre dels perciformes.

## Morfologia
Els mascles poden assolir els 50 cm de longitud total.

## Distribució geogràfica
Es troba des de l'oest de l'Índic fins a les Illes de la Línia i la Polinèsia Francesa.